# Baseball Hall of Fame
Die Baseball Hall of Fame ist die Ruhmeshalle der größten US-amerikanischen Baseballspieler. Dieses Museum ist der Geschichte des Baseballs und der Helden der Major Leagues gewidmet.
Sie liegt in Cooperstown, einer Kleinstadt im Bundesstaat New York. Der Legende nach war Baseball dort 1838 von Abner Doubleday erfunden worden; heute gilt diese Legende als widerlegt. Zur Zeit der Gründung der Hall of Fame in den 1930er Jahren wurde sie jedoch allgemein geglaubt und daher dieser Standort gewählt.

## Aufnahmeregeln
Jedes Jahr werden in einer Zeremonie die neu gewählten Mitglieder der Hall of Fame eingeführt und mit einer Messingtafel in der Ruhmeshalle verewigt. Die Entscheidung über diese Ehrung trifft die Baseball Writers Association of America, ein Verband von Sportjournalisten, weshalb es auch nicht ganz selten Fälle gibt, in denen an Entscheidungen zur Aufnahme von Spielern viel Kritik zu hören ist. Dabei geht es meist darum, dass der Betroffene einfach nicht die Zahlen (etwa Home Runs, Hits etc.) aufweisen könne, die ihn als „Hall of Famer“ qualifizieren.
Die Statuten sehen vor, dass Spieler erstmals nach Ablauf von vollen fünf Jahren seit Beendigung ihrer aktiven Zeit wählbar sind. Aufgenommen werden allerdings auch Manager (entspricht nach deutschen Begriffen dem Trainer), Maskottchen, Umpires (Schiedsrichter) und andere Persönlichkeiten, die sich besondere Verdienste um den Sport erworben haben, so etwa auch Rundfunkansager.

## Aufnahme von Spielern
Unter den Baseball-Fans bedeutet „Hall of Fame“ nicht nur das Museum in Cooperstown, sondern die Ruhmeshalle der Spieler, Manager, Umpires, Führungskräfte und Pioniere, welche in der Lage waren, sich in der Hall of Fame zu verankern. Die ersten fünf Männer, die 1936 gewählt wurden, waren Ty Cobb, Babe Ruth, Honus Wagner, Christy Mathewson und Walter Johnson. Ungefähr 20 weitere Spieler wurden ausgewählt, bevor sie alle bei der Eröffnung der Hall of Fame am 12. Juni 1939 einziehen konnten. Bis zum Januar 2017 wurden insgesamt 317 Personen ausgewählt, wovon 220 ehemalige MLB-Spieler sind, 35 Negro-League-Baseballspieler und Führungskräfte, 22 Manager, zehn Umpire und 30 Wegbereiter und Organisatoren. 114 Mitglieder der Hall of Fame wurden posthum geehrt, wovon vier nach der Bekanntgabe der Auswahl starben. Von den 35 Negro League Mitgliedern wurden 29 posthum geehrt. Die Hall of Fame beinhaltet auch ein weibliches Mitglied, Effa Manley.
Die neuesten Rekruten, welche am 24. Juli 2016 geehrt wurden, waren die Spieler Mike Piazza und Ken Griffey Jr. Die kommende Klasse des Jahres 2017 wird formell am 30. Juli geehrt. Diese beinhaltet die Executives John Schuerholz und Bud Selig, die Spieler Jeff Bagwell, Tim Raines und Iván Rodríguez. Die Baseball Hall of Fame hat außerdem 40 Männer für ihre Leistung in der Berichterstattung mit dem Ford C. Frick Award, 67 mit dem J. G. Taylor Spink Award für die Leistung im Sportjournalismus und drei weitere mit dem Buck O’Neil Lifetime Achievement Award für ihre Leistungen an der Sportart geehrt. Die Ehrungen des Frick und Spink Awards sind keine Mitglieder der Hall of Fame, aber sie sind in einem Ausstellungsteil der Hall of Fame Bibliothek erfasst. Der O’Neil-Award hat auch keine Mitgliedschaft in der Hall of Fame inne, jedoch wurde er neben der permanenten Statue des Namensgebers Buck O’Neil gelistet.
Im Jahr 2019 war Mariano Rivera der erste Spieler, der ohne Gegenstimmen gewählt wurde.

### Auswahlverfahren

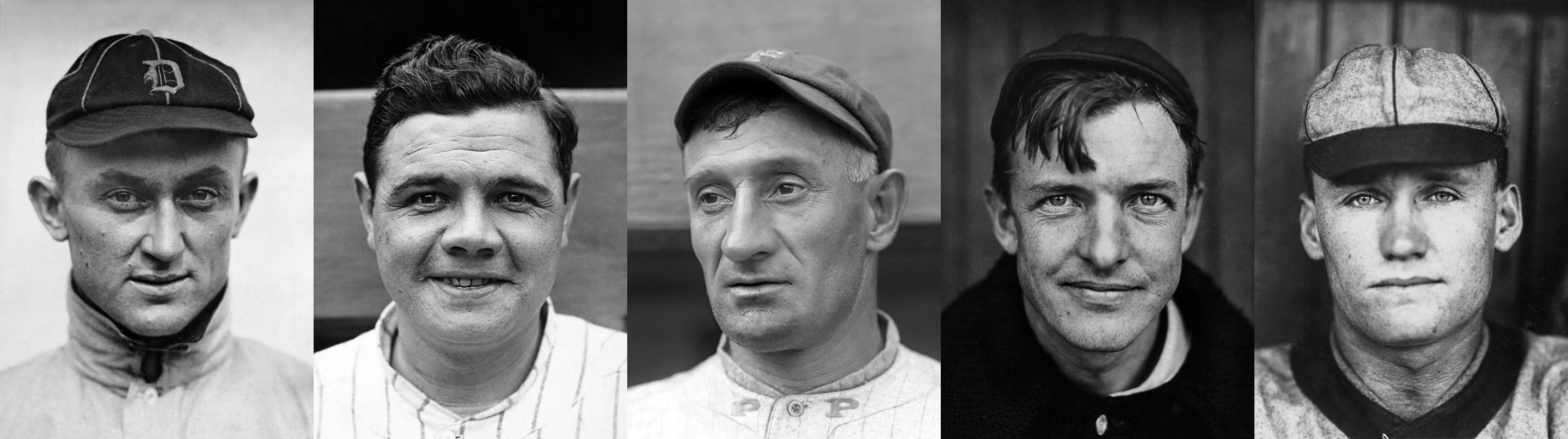
Die erste Klasse der Mitglieder anhand der Stimmen von links nach rechts: Ty Cobb, Babe Ruth, Honus Wagner, Christy Mathewson, Walter Johnson

Spieler werden durch eine Wahl bei der Baseball Writers’ Association of America (kurz: BBWAA; dt. etwa Berufsverband der Baseball-Journalisten) oder durch das Veterans Committee bestimmt, welches derzeit aus vier Untergremien besteht, von welchen jedes Gremium Kandidaten aus verschiedenen Epochen des Baseball überprüft und wählt. Fünf Jahre nach dem Rückzug aus dem aktiven Sport, kann jeder Spieler, welcher mindestens 10 Jahre Erfahrung in der Liga aufweist, von den BBWAA-Mitgliedern gewählt werden. Bei der Wahl, welche im Enddurchgang normalerweise 25 bis 40 Kandidaten enthält, kann jeder Wahlberechtigte für bis zu zehn Spieler stimmen; bis in die späten 1950er-Jahre waren die Wählenden angehalten, alle zehn Stimmen auszunutzen. Jeder Spieler, der mehr als 75 % der Stimmen erhält, gilt als gewählt. Ein Spieler, der weniger als 5 % der Stimmen erhält, ist automatisch von zukünftigen Wahlverfahren ausgeschlossen. In einigen Fällen hat das Wahlkomitee die Spieler für die darauf folgenden Wahlen wiederzugelassen. Von den 1990ern an waren solche Spieler allerdings nicht mehr für die Hall of Fame wählbar. Bei einer Regeländerung im Jahr 2001 wurde diese Regel wieder über Bord geworfen, und Spieler mit weniger als 5 % der Stimmen wurden wieder für eine erneute Wahl zugelassen. Zwar werden ihre Namen nicht mehr auf den Wahlzetteln der BBWAA geführt, jedoch können sie vom Veterans Committee in Erwägung gezogen werden. Baseball-Spieler, die mehr als 5 %, aber weniger als 75 % der Stimmen erreicht haben, werden jährlich neu überprüft; dies gilt aber nur für eine Maximaldauer von zehn Jahren (wurde 2015 von 15 Jahren reduziert).
Unter besonderen Umständen wurden manche Spieler zur Wahl aufgestellt, obwohl sie nicht die Kriterien zur Auswahl erfüllten. Addie Joss wurde 1978 gewählt, obwohl er nur neun Saisons gespielt hatte, bevor er seiner Hirnhautentzündung unterlag. Anzumerken ist, dass jeder wählbare Spieler, der vor seinem fünften Jahr nach seinem Karriere-Aus stirbt, ebenfalls in Erwägung gezogen kann, wenn nach seinem Tod mindestens ein halbes Jahr vergangen ist. Roberto Clementes Einberufung 1973 ist der einzige Fall, bei dem die Journalisten ihn nach seinem Tod zu Neujahr zur Wahl aufstellten.

“Lineup for Yesterday
Z is for Zenith
The summit of fame.
These men are up there.
These men are the game.”

„Aufstellung für Gestern
Z ist für Zenit
Der Gipfel des Ruhmes.
Diese Männer sind da oben.
Diese Männer sind das Spiel“

Die Regel, fünf Jahre lang zu warten, wurde 1954 erstmals aufgestellt. 1936 waren alle Spieler in der Lage, gewählt zu werden, sogar die aktiven Spieler. Bei den Wahlen von 1937 bis 1945 gab es keine Wartezeit, wodurch jeder Spieler im Ruhestand wählbar war. Die Journalisten waren jedoch entmutigt und wählten aktuelle MLB-Spieler. Von da an gab es keine formelle Regel, die den Journalisten untersagte, aktive Spieler zur Wahl aufzustellen. Die Journalisten hielten sich nicht immer an die informellen Regeln. So bekam zum Beispiel Joe DiMaggio 1945 eine Stimme. Bei den Wahlen von 1946 bis 1954 trat eine offizielle Ein-Jahres-Wartezeit in Kraft. DiMaggio zog sich 1951 zurück und wurde erst 1953 wählbar. Die aktuelle Regel, die eine fünf-Jahres-Wartezeit vorsieht, wird seit 1954 angewandt, obwohl eine Ausnahme für Joe DiMaggio, wegen seiner starken Unterstützung, gemacht wurde, weshalb er schon nach 4 Jahren wählbar wurde.
Im Gegensatz zum gängigen Irrglauben, wurde keine Ausnahme für Lou Gehrig gemacht, weil er zu der Zeit alle Voraussetzungen erfüllte und es keine Wartezeit gab. Somit würde er für die nächste reguläre Wahl wählbar sein, nachdem er 1939 zurücktrat. Die BBWAA kam zum Entschluss, eine spezielle Wahl bei den 1939 Winter Meetings in Cincinnati zu machen. Um genauer zu sein, sollte Gehrig gewählt werden (wahrscheinlich, weil er todkrank war und es ungewiss war, ob er noch eine Wahl durchstehen würde). Sonst war niemand bei dieser Wahl dabei und die Auszählungen wurden nie veröffentlicht. Weil keine Wahlen 1940 oder 1941 stattfanden, wurde diese spezielle Wahl genehmigt, und Gehrig konnte lebend in die Hall of Fame einziehen.
Wenn ein Spieler daran scheitert, innerhalb von 20 Jahren nach seinem Rückzug aus der Karriere von der BBWAA gewählt zu werden, so besteht die Möglichkeit, vom Veterans Committee gewählt zu werden. Änderungen hierzu wurden 2010 und 2016 getroffen. Jetzt ist es möglich, alle Spieler zu wählen, die nicht von der BBWAA gewählt werden können. Von 2011 bis 2016 konnte jeder Kandidat alle drei Jahre in Betracht gezogen werden. Jetzt hängt es davon ab, wann man seine größten Errungenschaften erzielte.
Von 2008 bis 2010 wurden folgende Änderungen von der Hall of Fame im Juli 2007, dem Veterans Committee gemacht. Diese Änderungen gründete drei unterschiedliche Gremien, welche drei verschiedene Personen wählen kann:
- Ein Gremium stellt alle geradzahligen Jahre Manager und Umpires zur Wahl. Dieses Gremium wählte zwei Mal – 2007 für die Wahl 2008 und  2009 für die Wahl 2010
- Ein Gremium stimmte jedes geradzahlige Jahr für Führungspersonen und  Trainer.
- Das Vor-Weltkrieg-II-Spieler-Komitee sollte alle fünf Jahre Spieler wählen, von denen die Karriere 1942 oder früher begann. Dieses Gremium gab seine einzige Stimme für die Wahl 2009

Spieler der Negro Leagues wurden seit 1971 öfters in Betracht gezogen. 2005 hat die Hall of Fame eine Studie über Afro-Amerikanische Spieler zwischen dem späten 19. Jahrhundert und der Eingliederung in die Major Leagues 1947 veröffentlicht. Bei einer Wahl im Januar 2006 wurden insgesamt 17 Spieler aus den Negro Leagues ausgewählt.
Jedes Jahr entstehen endlose Debatten zwischen den Baseball-Fans über die Kandidaten. Sogar Spieler, die vor mehreren Jahren zur Wahl standen, sind Thema der Diskussionen, ob sie es überhaupt verdient haben, gewählt zu werden. Zum Beispiel Bill James’ Buch Whatever Happened to the Hall of Fame? geht hierbei ins Detail.

### Änderungen beim Veterans-Committee-Prozess
Die Entscheidungen und Zusammensetzung des Veterans Committee war manchmal kontrovers. Als Beispiel wurden öfter Mitglieder des Komitees ausgewählt, anstatt offensichtlich geeignetere Kandidaten zu wählen.
2001 wurde das Veterans Committee reformiert, um die lebenden Hall-of-Fame-Mitglieder zu kompensieren. Das überarbeitete Komitee hielt drei Wahlen, 2003 und 2007 für Spieler und Nicht-Spieler, und 2005 nur für Spieler. Keine Person wurde zu dieser Zeit gewählt, was zu Kritik bei den Beobachtern führte, ob das neue Komitee jemals einen Spieler auswählen würde. Die Mitglieder des Komitees, von denen die meisten Hall-of-Fame-Mitglieder sind, wurden bezichtigt, anderen Kandidaten abgeneigt zu sein, in der Hoffnung, ihren eigenen Wert hervorzuheben. Nachdem bei der dritten aufeinanderfolgenden Wahl keiner gewählt wurde, sagte das Hall-of-Fame-Mitglied Mike Schmidt 2007: „Dasselbe passiert jedes Jahr. Die momentanen Mitglieder wollen ihr Prestige so weit wie möglich behalten, und sind unwillig, die Türen zu öffnen.“ 2007 wurde das Komitee und das Auswahlverfahren erneut reorganisiert; das Hauptkomitee enthielt alle lebenden Mitglieder der Hall of Fame und sie wählten eine reduzierte Anzahl an Kandidaten, deren Karriere nach 1943 begann. Getrennte Gremien, wie Sportjournalisten und Schreiber, konnten Manager, Führungskräfte und Spieler aus früheren Ären wählen.
In den ersten Wahlen, die unter der Bedingung von 2007 vielen, wurden zwei Manager und drei Executives gewählt. Der nächste Wahlgang fand im Dezember 2008 als Teil der Wahlen 2009 statt. Das Hauptkomitee wählte keinen Spieler, während das Komitee für Vor-Weltkrieg-II-Spieler Joe Gordon als finalen und letzten Spieler stimmte.
Jede wählbare Person, die nicht von der BBWAA berücksichtigt werden kann, wurde durch folgende Ären gekennzeichnet, in denen sie ihre größten Erfolge erzielten:
- Pre-Integration Era (1871–1946)
- Golden Era (1947–1972)
- Expansion Era (1973 und später)

Die Hall of Fame nutzte den historischen Überblick der BBWAA, um die Wahlzettel für die jeweilige Ära zu formulieren, 12 individuelle für die Expansion Era und 10 für die anderen. Der Vorstand der Hall of Fame stellte ein Komitee aus 16 Wählern für jede Ära zusammen, die aus Mitgliedern der HoF, Führungskräften und Baseball-Historikern bestand. Jedes Komitee setzte sich zusammen und wählte bei den Baseball Winter Meetings alle drei Jahre. Das Komitee für die Golden Era hatte 2010 seine erste Wahl mit Ron Santo, der der erste Spieler war, der unter dieser neuen Prozedur gewählt wurde.
Im Juli 2016 veröffentlichte die Hall of Fame eine Umgestaltung der Zeitabschnitte. Vier neue Komitees wurden gegründet:
- Today’s Game (1988–heute)
- Modern Baseball (1970–1987)
- Golden Days (1950–1969)
- Early Baseball (1871–1949)

## Das Museum

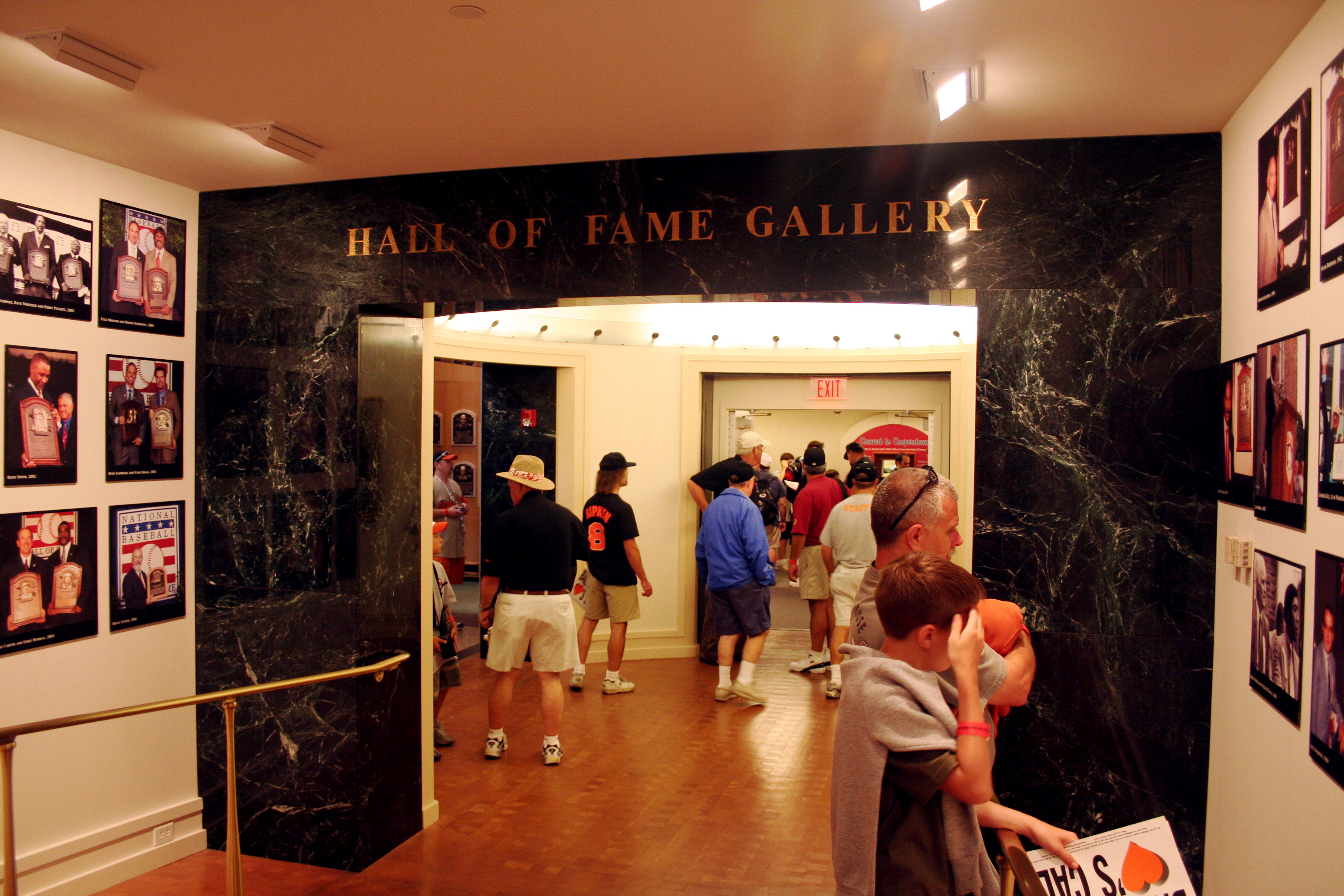
Eingangsbereich der Galerie

Laut der Hall of Fame hat das Museum jährlich etwa 300.000 Besucher, sodass es bisher insgesamt mehr als 14 Millionen Gäste gab. Ausgestellt ist nur ein Teil der 40.000 Sammlungsobjekte, drei Millionen Archivunterlagen (etwa Zeitungsausschnitte und Fotos) und 140.000 Baseballkarten.
Die Hall of Fame hat in den letzten Jahren einen beachtlichen Rückgang bei den Besucherzahlen verzeichnet. Ein 2013 erschienener Bericht von ESPN.com über die Stadt Cooperstown und seine Verbindung zum Baseball führt den Rückgang teilweise auf den Jugend-Baseball-Komplex Cooperstown Dreams Park im etwa 8 km entfernten Hartwick zurück. Im Dreams Park nehmen jeden Sommer 17.000 Spieler für eine Woche einen intensiven Spielbetrieb auf. Der Komplex beinhaltet Schlafmöglichkeiten für die Spieler, jedoch müssen ihre Eltern oder Großeltern andernorts übernachten. Bevor der Dreams Park öffnete, kamen je Woche viele unterschiedliche Besucher zur Übernachtung nach Cooperstown, jetzt bleiben Familien für längere Zeit im Ort und besuchen vermutlich nur ein Mal die Hall of Fame.

### Erste Etage
- Baseball in Filmen zeigt Baseball-Film-Ausschnitte auf einem Bildschirm
- Das Bullpen Theater ist mit Bildern von Relief-Pitchern dekoriert
- Die Inductee Row zeigt Bilder von Mitgliedern der Hall of Fame, welche von 1937 bis 1939 geehrt wurden.
- Das Perez-Steele Art Gallery zeigt alle Medien, die eine Verbindung zu Baseball haben. Dick Perez diente als Künstler für zahlreiche weiteren Projekte im National Baseball Hall of Fame Museum für über 20 Jahre (angefangen 1981).
- Die Plaque Gallery ist die wiedererkennbarste Seite des Museums und zeigt alle geehrten Mitglieder der Hall of Fame.
- Das Sandlot Kids Clubhouse hat mehrere interaktive Bildschirme für junge Kinder.
- Scribes and Mikemen ehrt die J. G. Taylor Spink Award und die Ford C. Frick Award  Gewinner und widmet ihnen ein Foto. Außerdem befinden sich da mehrere Artefakte, welche mit dem Baseball-Journalismus  zu tun haben.
- Eine Bildungs-Galerie (Education Gallery) führt Schulgruppen und im Sommer werden Artefakte aus der Sammlung des Museums gezeigt.

### Zweite Etage
- Das Grandstand Theater zeigt einen 12-minütigen multimedia-Film. Das 200 Sitze große Theater, welches mit exakten Kopien der Sitze des Stadiums ausgestattet ist, soll den alten Comiskey Park darstellen.
- The Game (das Spiel) ist die Hauptattraktion der zweiten Etage. Hier werden die meisten Artefakte vorgestellt.  The Game ist als Zeitleiste aufgestellt, welches sich mit den Anfängen des Baseballs befasst und zu dem Baseball führt, welches wir heute kennen. Hier gibt es mehrere Nebenzweige der Zeitleiste:
  - The Babe Ruth Room
  - Diamond Dreams (Frauen im Baseball)
  - ¡Viva Baseball! (zweisprachig, auf Englisch und Spanisch, Baseball in Latein-Amerika)
  - Pride and Passion (Negro Leagues Ausstellung)
  - Taking The Field (19tes Jahrhundert Baseball)
- Whole New Ballgame, die neueste permanente Ausstellung, welche 2015 eröffnet hat und sich in der Janetschek Galerie befindet. Diese Ausstellung vervollständigt  die Zeitleiste der letzten 45 Jahre  bis zum Spiel, das wir heute kennen.
- Die Today’s Game Ausstellung ist wie ein Baseball-Clubhaus aufgebaut mit 30 Glasvitrinen. In diesen Vitrinen befindet sich das MLB-Zubehör wie zum Beispiel die Trikots der Teams.

### Dritte Etage
- Autumn Glory ist dem Baseball, welches nicht in der Saison stattfindet, gewidmet und hat viele Artefakte und auch Kopien der World Series Ringe.
- Hank Aaron: Chasing the Dream
- Ein Theater Bereich, wo kontinuierlich  Filme gezeigt werden.
- One for the Books zeigt alle Rekorde des heutigen Baseballs.
  - BBWAA awards:  Kopien von zahlreichen Auszeichnungen, welche von der BBWAA verteilt wurden.
  - Alle World Series Ringe von 1900 bis heute
  - Inductee database, eine Art Lexikon, welche Statistiken von den Mitgliedern enthält.
  - Programme für alle World Series

## Kontroverse um Pete Rose

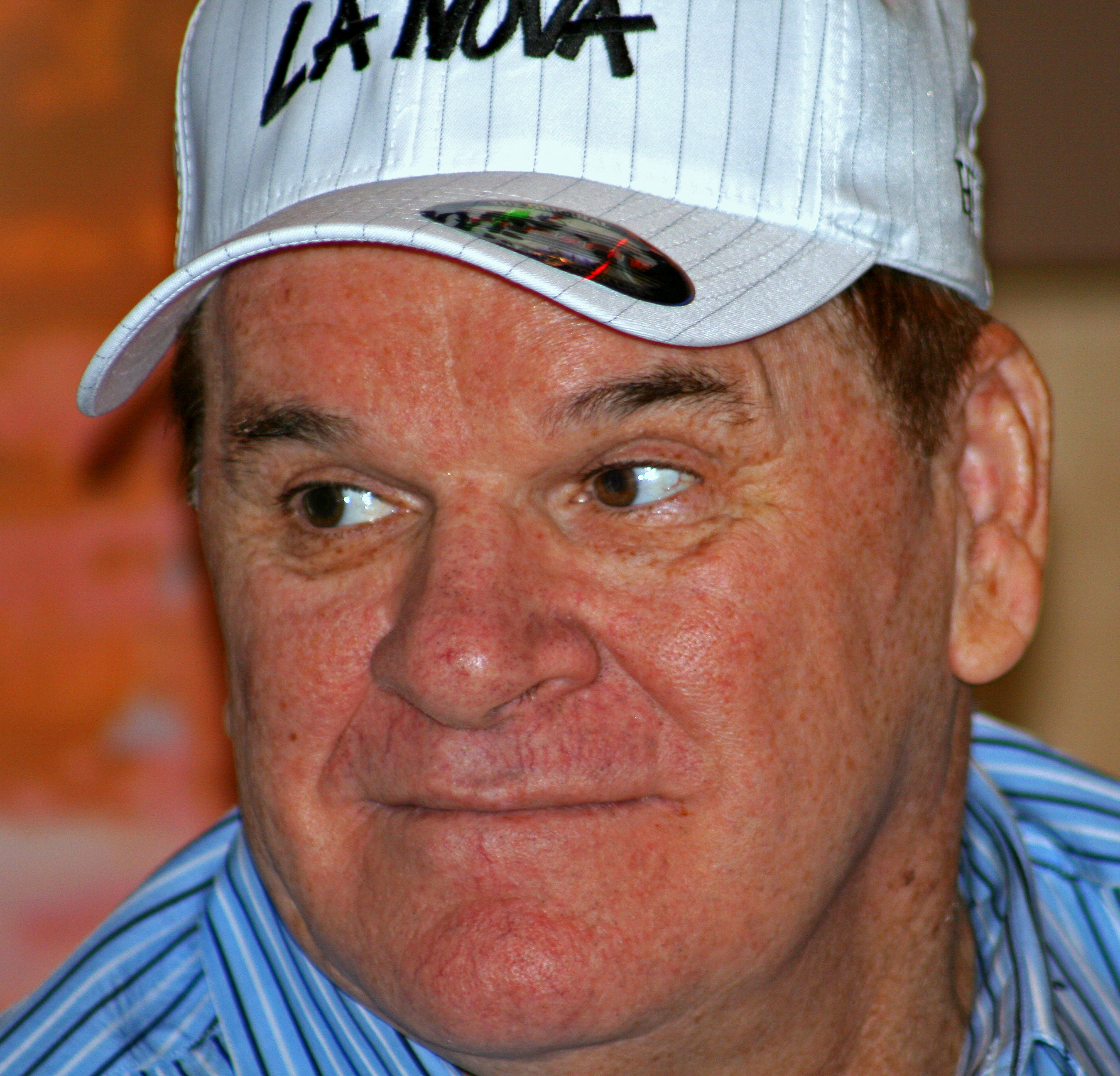
Pete Rose, 2008

Pete Rose hält mehrere Rekorde des US-amerikanischen Profibaseballs, so zum Beispiel die meisten Hits und die größte Zahl an absolvierten Spielen. So hat Rose je 500 Spiele an fünf verschiedenen Positionen zwischen First Baseman und Leftfielder gemacht. Rose ging jedoch 1990 eine Vereinbarung mit dem Commissioner of Baseball ein, kraft derer er von jeder weiteren Teilnahme am Baseballsport ausgeschlossen wurde. Im Gegenzug verzichtete der Commissioner darauf, die Ergebnisse einer gegen Rose geführten Untersuchung zu veröffentlichen, in deren Verlauf sich, so der Commissioner, genügend Beweise gefunden hatten, dass Pete Rose in seiner Zeit als Teammanager auf Baseballspiele, auch solche des eigenen Teams, gewettet hatte. Hinzu kommt, dass diese Wetten teils bei Buchmachern platziert wurden, deren Beziehungen zur Unterwelt als erwiesen galten. Seit dem „Black-Sox-Skandal“ von 1919 galten solche Wetten im US-Baseball als Todsünde und als Todesurteil für jede Karriere.
Es wird nun in den USA schon jahrelang heftig gestritten, ob über diese Entscheidung hinweggesehen und Rose in die Hall of Fame aufgenommen werden darf. Viele meinen, bei der enormen Karriereleistung von Pete Rose müsse man Gnade vor Recht ergehen lassen. Dem wird von anderen entgegengehalten, er habe sich nie freimütig zu seinem Verstoß bekannt. Er hat dies vielmehr jahrelang vehement bestritten. Auch in einem vor ein paar Jahren veröffentlichten Buch macht er zu dem Thema nur sehr schwammige Bemerkungen. Ein offenes Schuldbekenntnis, so diese Gegenmeinung, sei aber unbedingte Voraussetzung, ihm als reuigem Sünder doch noch die Ehre einer Aufnahme zuteilwerden zu lassen.